# Pitufeo (narcotráfico)

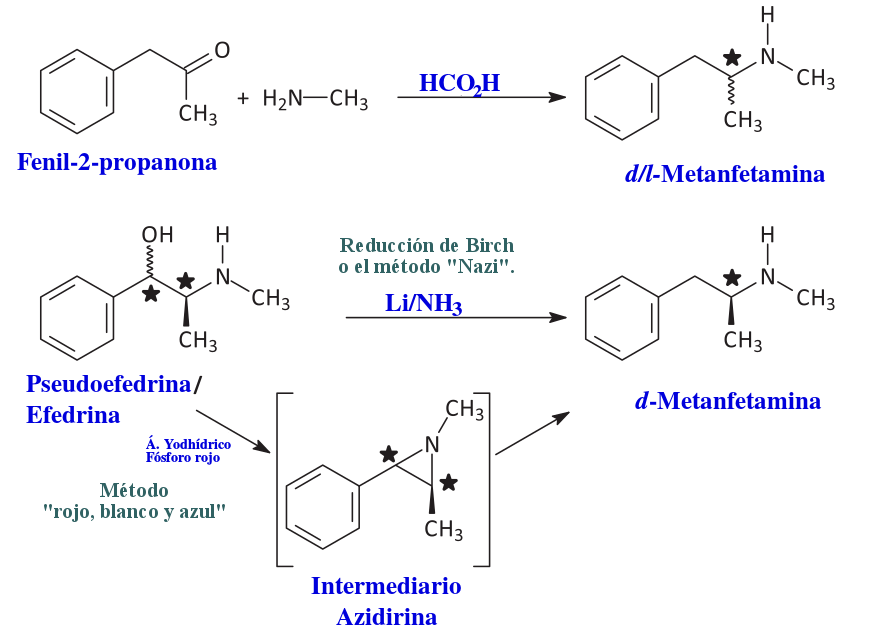
Métodos de preparación ilegal de metanfetamina vía "rojo, blanco y azul"; y la Reducción de Birch.

Se conoce como smurfing (pitufeo) al proceso mediante el cual una persona o grupos criminales intentan eludir la restricción estatal y federal de venta de pseudoefedrina mediante la compra de pequeñas cantidades de pseudoefedrina en múltiples puntos de venta para la manufactura (cocinado) de metanfetamina cristalizada (Hielo, Cristal).

## Métodos
Actualmente, los métodos. más populares y baratos de síntesis ilegal de metanfetamina incluyen la reducción de l-efedrina o d-pseudoefedrina con fósforo rojo y ácido yodhídrico (el método "rojo, blanco y azul") o con sodio o litio metálicos en amoníaco líquido condensado (la reducción de Birch o el método "Nazi"). El último método es más común en las áreas rurales. Ambos métodos producen d-metanfetamina, pero con el primer proceso se produce 54 - 82% de este enantiómero. La sustitución de fenilpropanolamina como precursor en cualquiera de los procesos sintéticos produce anfetamina.

## Efedrina o pseudoefedrina como iniciadores
El uso de efedrina o pseudoefedrina como material de partida para el Hielo o Cristal de metanfetamina, genera una mezcla más potente que contiene d-enantiómero puro en lugar de una mezcla racémica 50-50. El d-enantiómero de la metanfetamina es farmacológicamente varias veces más activo que el l-enantiómero.
Tras la prohibición de la venta de productos con pseudoefedrina, las alternativas para los cárteles de tráfico de drogas son la importación de efedrina y pseudoefedrina del sudeste de Asia y América del Sur.